# Kabinett Baum
Das Kabinett Baum war das siebte Regierungskabinett des Landes Thüringen. Nach der Wahl zum fünften Thüringer Landtag vom 8. Dezember 1929 wählte dieser am 23. Januar 1930 die Staatsregierung, die bis zum 7. Juli 1932 im Amt blieb. Das auch Baum-Frick-Regierung oder nur Frick-Regierung genannte Kabinett war die erste Landesregierung, an der die NSDAP beteiligt war.
Nach einem erfolgreichen Misstrauensvotum des Landtags gegen die Minister Frick und Marschler verließen NSDAP und DNVP die Regierung, die daraufhin ohne Mehrheit im Parlament weiterregierte.

## Entwicklung
Die rechtsbürgerlich-nationalsozialistische Koalition des Landes Thüringen verfügte über 28 Mandate (davon 6 der NSDAP) bei insgesamt 53 Landtagsabgeordneten und bestand aus der Deutschen Volkspartei, der Deutschnationalen Volkspartei, dem Thüringer Landbund, der Reichspartei des deutschen Mittelstandes, meistens Wirtschaftspartei WP genannt, sowie der NSDAP.
Die von ihr getragene Regierung amtierte vom 23. Januar 1930 bis zum 1. April 1931. Regierungsmitglieder waren Erwin Baum vom Landbund als Vorsitzender des Staatsministeriums Thüringens, Wilhelm Frick von der NSDAP als Staatsminister für Inneres und Volksbildung sowie Wilhelm Kästner von der Wirtschaftspartei als Staatsminister für Wirtschaft und Justiz. Außerdem gehörten dem Kabinett Staatsräte ohne Ressort an, dies waren Theodor Bauer (DVP), Franz Fürth (Wirtschaftspartei), Karl Kien (DNVP), Willy Marschler (NSDAP) und Erich Port (Landbund).
Nach der Verabschiedung eines Ermächtigungsgesetzes am 29. März 1930, das im Sinne einer Notverordnung mit einfacher Mehrheit im Landtag beschlossen wurde, konnte die Baum-Frick-Regierung für ein halbes Jahr an Stelle von Gesetzen eine Vielzahl von Verordnungen erlassen und so insbesondere die Verwaltung des Landes zentralisieren, wobei vor allem sozialdemokratische Beamte entlassen wurden. Durch die Verordnung über die Polizeiverwaltung wurde anstelle der kommunalen Polizei eine Landespolizei eingerichtet, wobei Frick bevorzugt nationalsozialistische Beamte einstellte. Aufgrund einer neuen Beamtenverordnung erfolgte außerdem die Entlassung kommunistischer Lehrer und Bürgermeister. Kritische Zeitungsartikel zur Politik der Regierung hatten oft unter Berufung auf das Republikschutzgesetz ein mehrwöchiges Erscheinungsverbot zur Folge.
Zur Einführung nationalsozialistischen Gedankengutes nutzte Wilhelm Frick insbesondere seine Stellung als Volksbildungsminister. So führte er Gebetsvorschriften für die Schulen ein, die aber aufgrund ihres verfassungswidrigen Inhaltes zurückgezogen werden mussten, und verfasste den Erlass „Wider die Negerkultur für deutsches Volkstum“, um die „Verseuchung durch fremdrassige Unkultur“ zu unterbinden. Eine Vielzahl von Theaterveranstaltungen und Filmvorführungen mit pazifistischen Inhalten wurden untersagt. An die Universität Jena wurde auf Veranlassung von Frick der Rasseforscher Hans F. K. Günther für die Professur Sozialanthropologie berufen.
Der Sturz der Regierung wurde durch die vielfachen Beleidigungen und Verleumdungen der Nationalsozialisten verursacht, was die Deutsche Volkspartei unter dem Fraktionsvorsitzenden Georg Witzmann zur Aufkündigung der Zusammenarbeit veranlasste. Ein Misstrauensvotum am 1. April 1931 gegen die der NSDAP angehörenden Regierungsmitglieder Wilhelm Frick und Willy Marschler war erfolgreich und führte zum Ende der Baum-Frick-Regierung.

## Mitglieder
| Amt                           | Name                                | Bild | Partei | Partei   |
| ----------------------------- | ----------------------------------- | ---- | ------ | -------- |
| Leitender Staatsminister      | Erwin Baum                          |      |        | ThLB     |
| Finanzen                      | Erwin Baum                          |      |        | ThLB     |
| Inneres                       | Wilhelm Frick bis 1. April 1931     |      |        | NSDAP    |
| Inneres                       | Erwin Baum ab 22. April 1931        |      |        | ThLB     |
| Justiz                        | Wilhelm Kästner                     |      |        | WP       |
| Wirtschaft                    | Wilhelm Kästner                     |      |        | WP       |
| Volksbildung                  | Wilhelm Frick bis 1. April 1931     |      |        | NSDAP    |
| Volksbildung                  | Wilhelm Kästner ab 22. April 1931   |      |        | WP       |
| Staatsrat (für Sondershausen) | Theodor Bauer                       |      |        | DVP      |
| Staatsrat (für Rudolstadt)    | Franz Fürth                         |      |        | WP       |
| Staatsrat (für Meiningen)     | Karl Kien bis 1. April 1931         |      |        | DNVP     |
| Staatsrat (für Meiningen)     | Friedrich Döbrich ab 22. April 1931 |      |        | Landvolk |
| Staatsrat (für Weimar)        | Willy Marschler bis 1. April 1931   |      |        | NSDAP    |
| Staatsrat (für Weimar)        | Erich Mackeldey ab 22. April 1931   |      |        | ThLB     |
| Staatsrat (für Reuß)          | Erich Port bis 22. April 1931       |      |        | ThLB     |
| Staatsrat (für Reuß)          | Carl Baumgärtel                     |      |        | DVP      |